# Diestrammena tsushimensis
Diestrammena tsushimensis är en insektsart som beskrevs av Sergey Storozhenko 1990. Diestrammena tsushimensis ingår i släktet Diestrammena och familjen grottvårtbitare. Inga underarter finns listade i Catalogue of Life.